# 十年 (2015年電影)
《十年》（英語：Ten Years）是2015年12月上映的香港電影，由五齣短篇電影單元合集而成，分別為郭臻导演的《浮瓜》、黃飛鵬导演的《冬蟬》、歐文傑导演的《方言》、周冠威导演的《自焚者》、伍嘉良导演的《本地蛋》，由廖啟智、梁健平、周家怡、游學修、吳肇軒等領銜主演。香港於2015年12月17日在百老匯電影中心上映，因反應熱烈而陸續於不同戲院再上映，累計票房突破600萬港元，並獲得第35屆香港電影金像獎最佳電影。2016年8月在臺灣上映。該電影亦獲選為2015年亞洲電影節推介電影。
該電影因內容涉及香港人權、民主、言論自由受威脅的現況，电影中五个短片，预示了香港未来十年会发生的情况，有人认为是香港未来的「預言書」。中国中央政府全面封殺此片，下令中國大陸各大網路平台禁止直播或轉播金馬獎及香港電影金像獎實況，令至少千萬觀眾无法收看第35屆香港電影金像獎頒獎典禮。
2017年，「十年電影工作室」正式籌備《十年》國際化小組，目標協助製作國際不同國家版本的《十年》以連結世界、推廣普世價值理念。消息指泰國版已由曾獲得康城影展金棕櫚獎的泰國導演阿彼察邦接手帶領製作，其餘參與的導演包括Wisit Sasanatieng、Aditya Assarat、Chookiat Sakveerakul和Chulayarnnon Siriphol。此片將由Aditya Assarat成立的Pop Pictures和Films For Free負責監製；台灣版由劉嘉明成立的佳映娛樂國際股份有限公司負責監製，邀請了鄒隆娜、廖克發、勒嘎‧舒米、謝沛如和呂柏勳擔任導演；日本版由高松美由紀旗下的Free Stone Productions製片，是枝裕和擔任監製。

## 創作背景
策劃人導演伍嘉良指，《十年》創作意念源於2014年初完成紀錄片作品《趁還有墟》後，導演與街坊交流時談及令人欷歔的香港現況。導演希望會有更多可能性，能對改變現狀有更長遠的看法。其後接觸5名導演，了解各自關心的議題後，在幾乎沒有限制下開始製作。由於電影沒有申請電影發展基金，製作成本有限，所以採用比較寫實的手法拍攝。伍嘉良亦指出，《十年》徹頭徹尾是一個實驗，同時是藝術作品。為引發觀眾思考整個社會的將來，團隊在製片過程中做了不少訪問，希望以不同角度去思考各持分者的想法，平衡各方的考慮。
《浮瓜》導演郭臻在2015年5月開始拍攝其部分，當時他認為雨傘運動過後，中央政府開始意欲控制好多事，因而以國安法作為寓言故事的符號。《浮瓜》一題來自人在海中死後，親友將西瓜拋進海招魂，以此象徵着香港的狀態。
《自焚者》導演周冠威在2009年創作劇本，當時社會正爭取2012年普選，但再次失敗。周氏選擇自焚者作主題，是因為抗爭的最極致是要犧牲人命。綜觀各國民主抗爭運動都有此情況，但香港仍未發生。周氏希望藉此讓觀眾反思願意為香港犧牲多少，亦盼望透過敏感劇情而呼籲港人衝破言論自由的障礙。

## 故事內容

### 〈浮瓜〉
片段採用黑白畫面拍攝。講述2020年五一勞動節慶活動期間，一所中學的禮堂正舉行由建制派政黨舉辦的蛇齋餅糭活動。與此同時，樓上課室有多名政界高層、警隊以及黑社會，計劃射傷兩位建制派議員以製造混亂，激起港人恐懼，從而加速中央實施「国安法」。兩名黑社會「炒散」獲分配「任務」，眼見可觀酬勞，決定孤注一擲執行任務。這一連串計畫的目的只是在於操纵民意，令「國安法」成功通過。

### 〈冬蟬〉
以保育作議題。博物學已失去了認知世界的方式。在高速發展的世界裡，它猶如巫婆般的姿態重現。2025年不過是世界時常如末日般的季節，但城市洗刷記憶與歷史的進度和毁壞的速度卻強大得很。
兩個旨在傳承博物學遺風的男女年輕人，朋友的家因市區重建而被拆毀，只留下不同物品並製成標本。他和她在大角咀的居所中已開展標本製作一段時間。兩人無法擺脫記憶、無法抽身既有的事物當中的特別關係。雖然他和她一起製作有關物件的標本，然而他們這次再無法把物件送回民間，而是選擇在保育裡頭最消極的方式，把東西像安放墓穴一樣的安放標本箱。男主角嘗試把自己變成標本，讓皮膚慢慢硬化，直到再也不能感應並無法觸碰。
而男女主角性格分明極端，只有女主角仍然堅持，為保存這計劃。男主角早前為女主角保存一切，但最終卻是她先為他著手做他的身體標本。他在不捨的同時寧願他在她手中保存和毀滅——而這從來是二人為一體。她為他調較著的藥水是微暖的，同時她亦時刻害怕她的驚惶會在藥水中顯影。說書人讀著他們工作日誌，如同和她一起慢慢在包裹，包裹著「感知」、包裹著「消亡」、包裹著那不再有感覺的生命。

### 〈方言〉
2025年，所有香港的士司機必須應考國家語委普通話水平測試，不及格者須在的士車頭及車尾貼上「非普通話」的標誌，並禁止在各出入境管制站及啟德郵輪碼頭等地接載乘客。二十世紀八十年代出生的香港的士司機阿漢年逾四十，妻兒均能操流利普通話，但他仍未能學好。每天默默駕駛「非普」的士繼續在他土生土長的地方掙扎求存。市面上不論學生、乘客、茶餐廳侍應、學校廣播，以至的士的導航軟件，均已经以普通話作主要語言。在廣東話淪為方言的環境下，他發現除了「搵食」較以往艱難外，他所失去的原來還有更多。

### 〈自焚者〉
電影以仿紀錄片的形式製作，講述2025年，一名青年社運領袖成為首位因違反《基本法23條》而入獄的人，在獄中絕食身亡後。一名支持者透過於英國駐香港總領事館前自焚展現對青年的支持。在自焚事件發生前，香港曾發生一場鎮壓，防暴警察施放催淚彈，令街頭煙霧瀰漫。在街頭抗爭的學生及老人被防暴警察打至頭破血流，令人聯想到2014年雨傘運動時警方發射催淚彈驅散示威者的場面。該片採用紀錄片方式，旁白訪問學者、議員、作家、以至學生的看法，并加入訪問期間被警察中断的桥段。
片中學生認為唯一可行的抗爭方法，要透過血汗和代價才能爭取。到底那位「自焚者」是誰？全片透過訪問各界的意見，最终拼湊出事實的真相。

### 〈本地蛋〉
2025年，在種種政治原因下，香港最後一間本地活雞農場被迫結業。多年來靠賣本地蛋為生的阿森前景未明，同時亦開始擔心參與「少年軍」的兒子明仔，因阿森發覺明仔需要參與愈來愈多的「保密行動」。一天，阿森因賣寫著「本地蛋」，而不是「香港蛋」的雞蛋，被「少年軍」控指違反其长官规定并拍照记录。阿森會否找到機會了解兒子的掙扎與想法呢？

## 演員
| 故事   | 演員          | 角色     | 介紹                   |
| 浮瓜   | 利沙華        | 長毛     | 黑社會基層             |
| 浮瓜   | 陳彼得        | Peter 仔 | 黑社會基層             |
| 浮瓜   | 許培道        | 釗哥     | 黑社會幹部             |
| 浮瓜   | 王宏偉        | 張坤祥   | 議員                   |
| 浮瓜   | 陳慧仙        | 林瓊梓   | 議員                   |
| 浮瓜   | 老僧          | 楊金華   | 議員                   |
| 冬蟬   | 黃靜          |          | 單元女主角，角色不具名 |
| 冬蟬   | 劉浩之        |          | 單元男主角，角色不具名 |
| 方言   | 梁健平        | 阿漢     | 的士司機               |
| 方言   | 周家怡        | 白領     | 的士乘客               |
| 自焚者 | 吳肇軒        | 歐陽健峰 | 大學生、社運領袖       |
| 自焚者 | 游學修        | 柏陽     | 大學生、社運分子       |
| 自焚者 | Tanzela Qoser | Karen    | 大學生、社運分子       |
| 本地蛋 | 廖啟智        | 阿森     | 雜貨店老闆             |
| 本地蛋 | 許育鳴        | 明仔     | 阿森兒子               |
| 本地蛋 | 賴頌軒        | 阿安     | 書店老闆               |
| 本地蛋 | 王慶南        | 祥       | 雞場老闆               |

## 獎項
| 年份 | 頒獎典禮                     | 獎項         | 獲提名   | 結果 |
| ---- | ---------------------------- | ------------ | -------- | ---- |
| 2016 | 第22屆香港電影評論學會大獎   | 推薦电影     | 《十年》 | 獲獎 |
| 2016 | 第35屆香港電影金像獎         | 最佳電影     | 《十年》 | 獲獎 |
| 2016 | 第10屆香港電影導演會年度大獎 | 執委會特別獎 | 《十年》 | 獲獎 |
| 2016 | YAHOO!搜尋人氣大獎2016       | 本地電影     | 《十年》 | 獲獎 |

## 票房
截至2016年1月31日，《十年》累積票房共收540萬港元。
《十年》於2015年12月17日上畫時，最初只於百老匯電影中心公映。由於票房較預期理想，至2015年12月底開始陸續獲UA（太古城、CineMoko及MegaBox）、星影匯及馬鞍山戲院上映，當中星影匯更使用四百多個座位的影院放映。雖然戲票一直供不應求，场场爆满，但院商表示隨著1月底農曆新年檔期到臨，需預留足夠場次予大製作，大部份戲院已相繼將其落畫。
在獲得金像獎提名後，《十年》在香港藝術中心電影院上映，連同在香港國際電影節的唯一一場放映，六場門票均迅速全部售罄。
在高先電影取得發行權後，曾以減少分帳至三成以下為誘因，爭取第二輪商業放映，唯被院商以「沒有空間」為理由被拒，適逢藝術中心裝修，亦不能繼續放映。為了讓更多向隅的觀眾能欣賞本片，遂改以社區放映會形式繼續放映。

## 社區放映

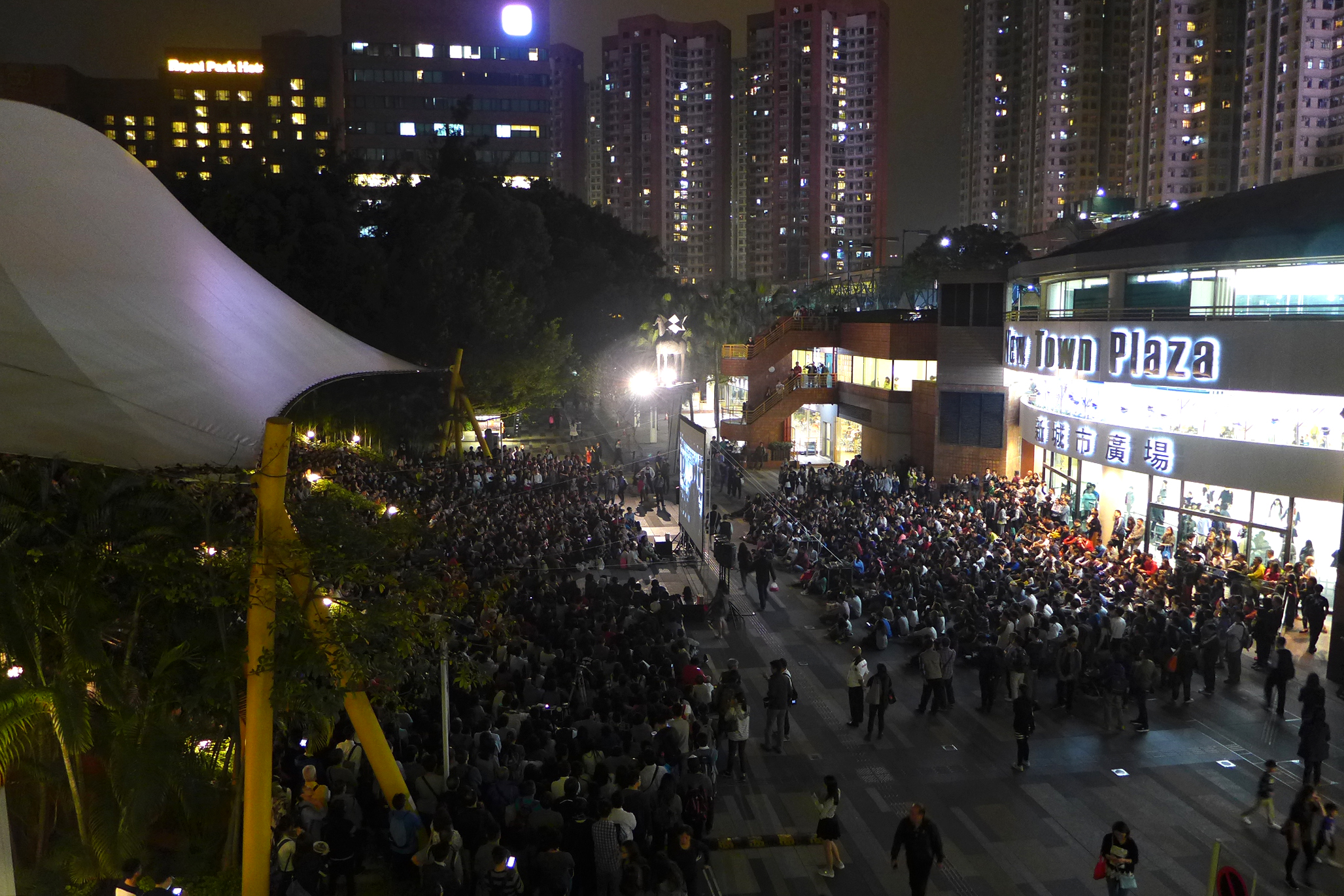
2016年4月1日，沙田大會堂廣場有近3000人觀賞《十年》放映會

2016年2月1日至3月2日期間，本片和十二間大專院校學生會合作，舉行校內放映及座談會；另外在2月4日假香港演藝學院為該校全日制學生舉行「香港本土電影再起思潮」放映及座談會。2016年3月20日，東區泛民會議10位議員於下午二時半在柴灣青年廣場舉行「十年座談會」，包括電影欣賞及與導演對談環節，活動當日約600名市民出席。
2016年4月1日晚上，十年電影工作室舉行「十年・四月一日・同步」活動。逾50個團體於港九新界共34個地點同步放映《十年》，其後另設1小時映後座談會，以網上直播方式與導演對談。當中一部分是社區戶外放映，其他是團體包場。原預計晚上至少有2,600人在各區觀賞，而活動當晚共有約6,000名市民於各放映點欣賞《十年》。
|    | 放映點                               | 放映機構                                                                           | 出席人數  |
| -- | ------------------------------------ | ---------------------------------------------------------------------------------- | --------- |
| 1  | 灣仔活道近聖若瑟小學                 | 灣仔廣義                                                                           | 400人     |
| 2  | 金鐘立法會示威區                     | 流動民主課室                                                                       |           |
| 3  | 上環干諾道西20-20A號中英大廈1501室   | Putyourself.in                                                                     | 50人      |
| 4  | 上環太平山街近磅巷                   | 太平山放映組                                                                       |           |
| 5  | 石塘咀山道天橋底                     | 城西關注組                                                                         | ＞600人   |
| 6  | 香港大學施德堂                       | 香港大學學生會施德堂學生會                                                         |           |
| 7  | 大坑禮賢里近大坑蓮花宮               | 華人民主書院、灣仔好日誌、民主動力、下環有樂、彩虹行動、香港女同盟會、民間人權陣線 |           |
| 8  | 鰂魚涌市政大廈柏架山道街市入口       | 撐傘落區運動、樂活鰂魚涌、社區公民約章。港島東                                     |           |
| 9  | 筲箕灣基督教善樂堂                   | 《紙筲箕》社區迷你雜誌                                                             |           |
| 10 | 數碼港 3/F 演講廳                    | D100                                                                               |           |
| 11 | 美孚荔枝角大橋底                     | 美孚家•政                                                                          | ＞600人   |
| 12 | 旺角                                 | 南亞路德會沐愛堂                                                                   |           |
| 13 | 油麻地救世軍油麻地青少年綜合服務     | 救世軍油麻地青少年綜合服務                                                         | 60人      |
| 14 | 長沙灣香港婦女中心協會賽馬會麗閣中心 | 香港婦女中心協會                                                                   |           |
| 15 | 太子明愛大廈B座7樓香港天主教大專聯會 | love action community、曙暉                                                        | 80人      |
| 16 | 深水埗                               | 社區公民約章。九龍西、Parc古道具公園 Antique & Lifestyle                           |           |
| 17 | 香港浸會大學                         | 香港浸會大學人文及創作系                                                           |           |
| 18 | 香港城市大學                         | 教協、城大教職員協會                                                               |           |
| 19 | 九龍仔嘉林邊道伯特利神學院           | 伯特利神學院學生會                                                                 |           |
| 20 | 慈雲山                               | 齊撐!聖公會人                                                                      |           |
| 21 | 觀塘依時工業大廈天台                 | 東九龍社區關注組                                                                   |           |
| 22 | 觀塘Parc古道具公園                   | Parc古道具公園                                                                     |           |
| 23 | 觀塘順利                             | 福音救世教會                                                                       |           |
| 24 | 沙田大會堂近百步梯                   | um dot dot dot、曦望                                                               | ＞3,000人 |
| 25 | 恆生管理學院                         | 恆生管理學院學生會幹事會                                                           |           |
| 26 | 上水Cafe Je T'aime室外露天地方       | 趁‧墟@北區、Cafe Je T'aime                                                         | 60人      |
| 27 | 上水翠麗花園籃球場                   | 翠麗花園維權行動                                                                   |           |
| 28 | 大埔基督教銘恩堂大埔堂               | 基督教銘恩堂大埔堂                                                                 |           |
| 29 | 元朗金巴崙長老會耀道中學禮堂         | 金巴崙長老會禧臨堂、杜嘉倫區議員                                                   | 約700人   |
| 30 | 葵涌工業街31號美聯工業大廈3樓E座     | 貝格劇場                                                                           | 約80人    |
| 31 | 屯門景工業大廈G12鋪                  | le vélo Cycling Workshop                                                           | 50人      |
| 32 | 天水圍天恒邨停車場5/F天比高          | 聖雅各福群會天比高創作伙伴                                                         | 50人      |
| 33 | 錦田錦上路站C出口對開空地            | 土地正義聯盟                                                                       | 超過300人 |
| 34 | 打鼓嶺坪輋保衛家園聯盟導賞中心       | 打鼓嶺坪輋保衛家園聯盟                                                             |           |

## 海外放映
《十年》獲選為2016年3月4至13日舉行的第11回大阪亞洲電影節香港電影特輯中的五部電影之一，亦是十年的首次海外公映，兩場放映戲票均全部售罄。其後在新加坡華語電影節、以至意大利烏甸尼斯遠東電影節參與公映。其後在澳洲、英國、紐約、加拿大、甚至荷蘭放映。
台灣由佳映娛樂發行，在2016年7月9日開放包場，並於同年8月5日正式上映。
《十年》在2017年7月22日在日本新宿K's cinema公映，而該預告片以廣東話對白並配上日文字幕。

## 事件
2016年4月6日，有網民將《十年》未剪辑的完整版上傳至YouTube供人免費收看，上載者以簡體字表明：「本片只為方便大陸內地觀看，如有侵權，不好意思。」《十年》製作團隊則發聲明對此感到「極不尊重」及失望，呼籲市民不要轉載。有關影片同日晚上已被移除。

## 評價
- 美國媒體CNN國際台以「《十年》：香港黑暗未來，為票房帶來驚喜」為題，找來三位導演訪問，對於影片引起巨大迴響，伍嘉良在訪問中表示是意料之外。[45]
- 中共官方媒體《環球時報》2016年1月22日社評聲稱《十年》的導演者宣揚所謂絕望的「思想病毒」，「在内地人看来，这部片子是完全荒诞的，它所描绘的场景十年后不可能在香港出现」，「它这个时候冒出来，带给香港社会的害处很可能大过好处」[6]。
- 《十年》獲頒金像獎後，引來某些電影業界人士公開批評，而這些批評大多來自建制派。建制派電影投資者林建岳以電影投資人身分評論該片獲獎之消息，稱《十年》得金像獎「最佳電影」是香港電影界的不幸。他本人認為該片並沒有得到任何獎項提名，亦非最賣座電影，不具備最佳電影的質素，同時對電影人來說不公平。[46]香港電影商協會成員黃百鳴指出得獎是「笑話」和「極大錯誤」，即使不論及政治，「一套50萬製作嘅電影，喺其他獎項一個獎都攞唔到，點可以叫最佳電影？」。認為電影人並非理性投票，對追求認真電影的投資者並不公平。但當被問及有否觀看《十年》時，其表示其從未觀看過[47]。
- 文化評論人陳景輝批評《十年》「失去想像力」，在賽果塵埃落定之後，在網上堅持這個看法：「香港的衰落就是政治決定一切。現在的政治好像失去了美學、思想、深度、想像力等所有實際內容。十年拿獎，除了表態之外甚麼都沒有。」[48]

## 外部連結
- 十年 Ten Years的Facebook專頁[]
- 《十年 （页面存档备份，存于）》在香港雅虎的電影頁面（繁體中文）
- Yahoo奇摩電影上《十年》的資料（繁體中文）
- 開眼電影網上《十年》的資料（繁體中文）
- 香港影庫上《十年》的資料（繁體中文）
- 互联网电影数据库（IMDb）上《十年》的资料（英文）
- 在Netflix上觀看《Ten Years》